# Anti (album)
Pour les articles homonymes, voir Anti.
Albums de Rihanna
Unapologetic
(2012)
Singles
1. Work
Sortie : 27 janvier 2016
2. Kiss It Better
Sortie : 30 mars 2016
3. Needed Me
Sortie : 30 mars 2016
4. Love On The Brain
Sortie : 27 septembre 2016

Anti est le huitième album studio de la chanteuse barbadienne Rihanna, sorti en 2016.
L'album est sorti en avant-première le 28 janvier 2016 sur Tidal avant de sortir mondialement le 29 janvier 2016.

## Singles
Le premier single de l'album, Work en featuring avec Drake, est sorti le 27 janvier 2016. Le clip est sorti le 22 février 2016. Le titre devient son 14e single à se classer n.1 au Billboard Hot 100, y restant pendant neuf semaines consécutives et connaitras un succès similaire dans le reste du monde.
Le second single de l'album, Kiss It Better, est sorti le 30 mars 2016. La chanson sort uniquement aux radios pop. Le clip est sorti le 31 mars 2016.
Le troisième single de l'album, Needed Me, est sorti le 30 mars 2016. Le clip est sorti le 20 avril 2016. Le titre est d'abord diffusé aux radios urbain seulement, mais après l'échec de Kiss it Better aux radios pop et l'impact immense de cette chanson sur les radios urbains, la chanson sera envoyée aux radios le 21 mai 2016 aux radios pop. La chanson atteint la 7e place du Billboard Hot 100 en juillet 2016 et reste 29 semaines au palmarès.
Le quatrième single de l'album, Love on the Brain, est annoncé en tant que single le 6 septembre 2016 sur le Facebook de Rihanna. La chanson est envoyée aux radios le 27 septembre 2016. Contrairement aux précédents singles de l'album, celle-ci est largement influencée par la pop et le soul des années 1950 et 60. Malgré l'absence de vidéoclip, la chanson atteint le top 5 du Billboard Hot 100 en février 2017, grâce aux multiples diffusions radios de cette chanson et reste 29 semaines au palmarès.

## Listes des pistes
| Édition Standard | Édition Standard              | Édition Standard | Édition Standard                                | Édition Standard | Édition Standard | Édition Standard | Édition Standard | Édition Standard | Édition Standard |
| No               | Titre                         | Auteur | Producteur(s)                                   | Durée            |                  |                  |                  |                  |                  |
| ---------------- | ----------------------------- | --- | ----------------------------------------------- | ---------------- | ---------------- | ---------------- | ---------------- | ---------------- | ---------------- |
| 1.               | Consideration (featuring SZA) | Solana Rowe, Robyn Fenty, Tyran Donaldson                                                                                              | Donaldson, Kuk Harrell                          | 2:41             |                  |                  |                  |                  |                  |
| 2.               | James Joint                   | Robert Shea Taylor, Fenty, James Fauntleroy                                                                                            | Taylor, Harrell                                 | 1:12             |                  |                  |                  |                  |                  |
| 3.               | Kiss It Better                | Natalia Keery-Fisher, Fenty, Kenan Williams, John Glass, Jeff Bhasker                                                                  | Harrell, Bhasker                                | 4:13             |                  |                  |                  |                  |                  |
| 4.               | Work (featuring Drake)        | Matthew Samuels, Rich Stephenson, Aubrey Graham, Rupert Thomas, Fenty, Jahron Braithwaite, Monte Moir, Allen Ritter                    | Boi 1da, Harrell                                | 3:39             |                  |                  |                  |                  |                  |
| 5.               | Desperado                     | Fenty, Mick Schultz, Fauntleroy, Krystin "Rook Monroe", Watkins, D. Rachel                                                             | Schultz, Harrell                                | 3:06             |                  |                  |                  |                  |                  |
| 6.               | Woo                           | Terius Nash, Fenty, Jean Baptist, Jacques Webster, Abel Tesfaye, Rachel, Chauncey Hollis                                               | Hit-Boy, Harrell                                | 3:55             |                  |                  |                  |                  |                  |
| 7.               | Needed Me                     | Dijon McFarlane, Lewis Hughes, Te Warbrick, Adam Feeney, Remi Bourgoin, Rachel, Brittany Hazard, Charles Hinshaw, Khaled Rohaim, Fenty | Frank Dukes, Harrell, DJ Mustard, Twice as Nice | 3:11             |                  |                  |                  |                  |                  |
| 8.               | Yeah, I Said It               | Jean-Paul Bourelly, Chris Godbey, Fenty, Badriia "Bibi" Bourelly, Evon Barnes, Daniel Jones, Tim Mosley                                | Timbaland, Harrell, Fade Majah, Jones           | 2:13             |                  |                  |                  |                  |                  |
| 9.               | Same Ol' Mistakes             | Kevin Parker | Parker                                          | 6:37             |                  |                  |                  |                  |                  |
| 10.              | Never Ending                  | Fenty, Williams, Chad Sabo | Harrell, Sabo                                   | 3:22             |                  |                  |                  |                  |                  |
| 11.              | Love on the Brain             | Fenty, Williams, Joseph Angel, Fred Ball                                                                                               | Ball                                            | 3:44             |                  |                  |                  |                  |                  |
| 12.              | Higher                        | Fenty, Williams, Ernest Dion Wilson, Fauntleroy, B. Bourelly                                                                           | No I.D.                                         | 2:00             |                  |                  |                  |                  |                  |
| 13.              | Close To You                  | Brian Kennedy Seals, Fenty, Williams, Fauntleroy                                                                                       | Brian Kennedy Seals, Harrell                    | 3:43             |                  |                  |                  |                  |                  |
| 43:36            |                               | |                                                 |                  |                  |                  |                  |                  |                  |

| Édition Deluxe | Édition Deluxe   | Édition Deluxe                                                                 | Édition Deluxe                  | Édition Deluxe | Édition Deluxe | Édition Deluxe | Édition Deluxe | Édition Deluxe | Édition Deluxe |
| No             | Titre            | Auteur                                                                         | Producteur(s)                   | Durée          |                |                |                |                |                |
| -------------- | ---------------- | ------------------------------------------------------------------------------ | ------------------------------- | -------------- | -------------- | -------------- | -------------- | -------------- | -------------- |
| 14.            | Goodnight Gotham | Paul Epworth, Florence Welch, Fenty, C. Boggs                                  | Mitus, Harrell                  | 1:29           |                |                |                |                |                |
| 15.            | Pose             | Hollis, Bourelly, Fenty, Webster                                               | Hit-Boy, Scott, Harrell         | 2:24           |                |                |                |                |                |
| 16.            | Sex With Me      | Braithwaite, Samuels, Feeney, Fenty, Anderson "Vinylz" Hernandez, Chris Hansen | Boi-1da, Dukes, Vinylz, Harrell | 3:27           |                |                |                |                |                |
| 50:16          |                  |                                                                                |                                 |                |                |                |                |                |                |

## Samples
- Work contient une interpolation de If You Were Here Tonight interprété par Alexander O'Neal, écrit par Monte Moir.
- Same Ol' Mistakes" est une reprise de New Person, Same Old Mistakes interprété par Tame Impala, écrit par Kevin Parker.
- Never Ending contient une interpolation de Thank You de Dido, écrit par Dido Armstrong et Paul Herman.
- Higher contient des samples de Beside You interprété par The Soulful Strings, écrit par Jerry Butler, Kenny Gamble et Leon Huff.
- Goodnight Gotham contient une interpolation de Only If For A Night Florence + The Machine, écrit par Paul Epworth et Florence Welch.

## Classements
| Pays et classement (2016)           | Meilleure position |
| ----------------------------------- | ------------------ |
| Allemagne (Media Control AG)        | 3                  |
| Australie (ARIA)                    | 5                  |
| Autriche (Ö3 Austria Top 40)        | 7                  |
| Belgique (Flandre Ultratop)         | 8                  |
| Belgique (Wallonie Ultratop)        | 8                  |
| Canada (Canadian Albums)            | 1                  |
| Danemark (Tracklisten)              | 3                  |
| Écosse (OCC)                        | 7                  |
| Espagne (Promusicae)                | 4                  |
| États-Unis (Billboard 200)          | 1                  |
| États-Unis (Top R&B/Hip-Hop Albums) | 1                  |
| Finlande (Suomen virallinen lista)  | 5                  |
| France (SNEP)                       | 6                  |
| Irlande (IRMA)                      | 2                  |
| Italie (FIMI)                       | 10                 |
| Norvège (VG-lista)                  | 1                  |
| Nouvelle-Zélande (RIANZ)            | 5                  |
| Pays-Bas (Mega Album Top 100)       | 3                  |
| Portugal (AFP)                      | 11                 |
| Royaume-Uni (UK Albums Chart)       | 7                  |
| Royaume-Uni (R&B Albums)            | 1                  |
| Russie                              | 2                  |
| Suède (Sverigetopplistan)           | 2                  |
| Suisse (Schweizer Hitparade)        | 2                  |

## Certifications
| Pays                  | Certification | Unités certifiées |
| --------------------- | ------------- | ----------------- |
| Autriche (IFPI)       | Platine       | 15 000            |
| Canada (Music Canada) | Or            | 40 000            |
| Danemark (IFPI)       | 3 × Platine   | 60 000            |
| États-Unis (RIAA)     | 6 × Platine   | 6 000 000         |
| France (SNEP)         | 3 × Platine   | 300 000           |
| Italie (FIMI)         | Or            | 25 000            |
| Mexique (AMPROFON)    | Platine       | 60 000            |
| Pologne (ZPAV)        | Platine       | 20 000            |
| Royaume-Uni (BPI)     | Platine       | 300 000           |
| Suède (GLF)           | Or            | 20 000            |

## Historique de sortie
| Région                                 | Date            | Format(s)                | Label                     | Édition(s)      |
| -------------------------------------- | --------------- | ------------------------ | ------------------------- | --------------- |
| Monde (dans certains pays ayant Tidal) | 28 janvier 2016 | Streaming                | Westbury Road, Roc Nation | Standard        |
| Monde                                  | 29 janvier 2016 | Téléchargement Numérique | Westbury Road, Roc Nation | Standard/Deluxe |
| Monde                                  | 5 février 2016  | CD                       | Westbury Road, Roc Nation | Standard/Deluxe |

## Tournée
Anti est promu lors du Anti World Tour, tournée mondiale débutée le 12 mars 2016.